# Lecane fadeevi
Lecane fadeevi är en hjuldjursart som först beskrevs av Neiswestnova-Shadina 1935.  Lecane fadeevi ingår i släktet Lecane och familjen Lecanidae. Inga underarter finns listade i Catalogue of Life.